# František Hudeček (salesián)
František Hudeček (2. července 1912, Vídeň – 7. srpna 1995, Červená Voda), byl český katolický kněz, člen řádu salesiánů, perzekvovaný v době komunistického režimu.

## Životopis
Roku 1925 odjel do italské Perozy Argentiny, kde se připravoval na vstup k salesiánům. Do noviciátu na Villa Moglia vstoupil v roce 1928. První řeholní sliby složil v únoru 1931 ve Svatém Beňadiku. Další studia a asistenci absolvoval také na Slovensku. Teologii studoval v Lublani. Zde 20. července 1939 přijal kněžské svěcení. Po svěcení se vrátil do Československa, které bylo mezitím okupováno a vznikl protektorát Čechy a Morava. Odešel do Brna, kde se v té době stavěla nová salesiánská oratoř s kaplí. Po jejím otevření v prosinci 1939 se stal prefektem brněnského domu. V této funkci prožil celou druhou světovou válku.
V roce 1948 se stal ředitelem brněnské oratoře. Další roky strávil v internaci v Oseku a Želivi. Po zrušení tohoto internačního tábora byl odvezen se zbylými řeholníky na Horu Matky Boží u Králík. Zde zůstal i po skončení internace a pracoval u zdejší Domovní správy. Vzhledem ke svému zdravotnímu stavu v Králíkách žil i jako důchodce a vypomáhal v poutním kostele jako zpovědník.